# Peugeot 504
Peugeot 504 je automobil vyšší střední třídy, který v letech 1968 až 1983 vyráběla francouzská automobilka Peugeot. Jeho předchůdcem byl Peugeot 404 a jeho nástupcem Peugeot 505.
Vyráběl se jako sedan, kombi, kupé, kabriolet a pick-up. Poprvé byl představen na autosalonu v Paříži v roce 1968. Automobil byl zvolen Evropským automobilem roku 1969.

## Motory
- 1.8 L
- 2.0 L
- 1.9 L diesel
- 2.1 L diesel
- 2.3 L diesel
- 2.7 L V6

## Závodní verze

### Peugeot 504 V6 Coupé

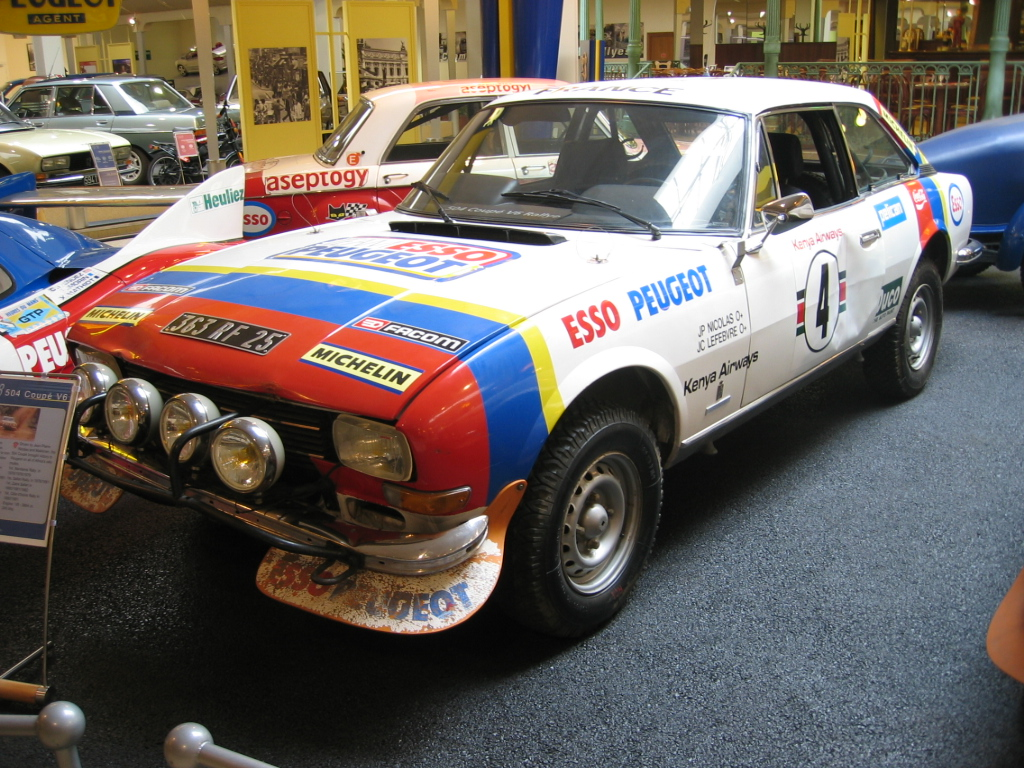
Závodní Peugeot 504 V6

Tento závodní vůz byl velmi úspěšný na afrických soutěžích. Zvítězil na Safari rallye 1978.

### Peugeot 504 Pickup
Tento automobil byl postaven podle předpisů skupiny 4 a spadal do skupiny B. Homologace proběhla v roce 1982. Vůz byl určen primárně pro závody Safari rallye a Rallye Pobřeží slonoviny. K pohonu sloužil vidlicový šestiválec o objemu 1971 cm3. Automobil měl pohon všech kol. Vůz vybojoval sedmé místo na Safari rallye 1983 a patnácté na Safari rallye 1984.